# Nummis å
Nummis å (finska: Nummenjoki) är en å i Nummis i Lojo stad i det finländska landskapet Nyland. Ån börjar från sjön Oinasjärvi i Sommarnäs och det finns fyra sjöar längs åns lopp: Pitkäjärvi, Hyvelänjärvi, Musterpyy och Lojo sjö. Pusula å förenas med Nummis å vid den uttorkade sjön Hyvelänjärvi.
Nummis å är en del av Nummis och Pusula åars odlingslandskap av riksintresse. Vid ån i byn Oinola finns Nummis och Oinola byars gamla kvarnställe.